# Campeonato Mundial de Pelota Vasca de 2002
El Campeonato del Mundo de Pelota Vasca de 2002 fue la 14.ª edición del Campeonato del Mundo de Pelota Vasca, organizado por la Federación Internacional de Pelota Vasca. El campeonato se celebró por segunda vez en la historia en Pamplona (Navarra), y por quinta vez en España.

## Desarrollo
El torneo se celebró entre el 21 y el 31 de agosto de 2002, siendo las principales sedes del torneo el Frontón Labrit, el Frontón Euskal Jai Berri y el Trinquete de Mendillorri.
Se contó con la participación de países como España, Argentina, México, Francia, Cuba, Chile, Venezuela, Bélgica, Estados Unidos y Uruguay, entre otros. El ganador final fue la selección de España, que obtenía así su sexto título absoluto de los campeonatos.

## Especialidades
Se disputaron 14 títulos mundiales en las diferentes especialidades, conforme el siguiente desglose en el que se indica el ganador y medallistas de cada una de ellas:
Trinquete, seis títulos:
| Especialidad            | Oro                          | Plata                        | Bronce                         |
| Mano individual         | Cuba Agusti                  | México López                 | Francia Kurutcharry            |
| Mano parejas            | México Beltran - Santamaria  | Cuba Agusti - Quesada        | Francia Sorhuet - Berasategui  |
| Paleta cuero            | Francia Cazemayor - Bergerot | España Eslava I - Rodríguez  | Argentina Fusto - Abadía       |
| Paleta goma (masculina) | Argentina Miro - Cimadamore  | Uruguay Barreiro - Hernández | Francia Suzanne - Hernandorena |
| Paleta goma (femenina)  | Francia Leiza - Housset      | España Muneta - Mendizabal   | Argentina Stelle - Schettino   |
| Xare                    | Francia Celan - Sanglar      | España Lopetegi - Larrate    | Cuba Molina -Toledano          |

Frontón 36 metros, cuatro títulos:
| Especialidad    | Oro                        | Plata                       | Bronce                                       |
| Mano individual | España Oinatz Bengoetxea   | México Marin                | Francia Elissalde                            |
| Mano parejas    | España Larraya - Navarro   | Francia Berra - Harismendy  | México Francisco - Olivos                    |
| Paleta cuero    | España Larrea - Oroz       | Francia Nasciet - Latxage   | Argentina Fusto - Abadía                     |
| Pala corta      | España Gaubeka - Erburu II | Francia Laffitte - Dupruilh | México Francisco Mendiburu - Rodrigo Ledesma |

Frontón 30 metros, tres títulos:
| Especialidad          | Oro                                   | Plata                                 | Bronce                        |
| Frontenis (masculino) | México Hernández - Gustavo Miramontes | España Ramírez - Frías                | Cuba Fernández - Álvarez      |
| Frontenis (femenino)  | México Gonzales - Guadalupe Hernández | España Mico - Hernando                | Francia Claverie - Bordagaray |
| Paleta goma           | Argentina Nicosia - Franco            | México Homero Hurtado - Edgar Salazar | España Martínez - Boils       |

Frontón 54 metros, un título:
| Especialidad | Oro                   | Plata                    | Bronce                                      |
| Cesta punta  | Francia García - Inza | España Beaskoetxea - Ros | México Juan Pablo Valdés - Francisco Valdés |

Nota 1: Se señalan únicamente los nombres de los pelotaris que disputaron las finales.

## Medallero
|   | País      | Oro | Plata | Bronce | Total |
| - | --------- | --- | ----- | ------ | ----- |
| 1 | España    | 4   | 6     | 1      | 11    |
| 2 | Francia   | 4   | 3     | 5      | 12    |
| 3 | México    | 3   | 3     | 3      | 9     |
| 4 | Argentina | 2   | 0     | 3      | 5     |
| 5 | Cuba      | 1   | 1     | 2      | 4     |
| 6 | Uruguay   | 0   | 1     | 0      | 1     |

Nota 1: Se contabilizan en primer lugar el total de las medallas de oro, luego las de plata y en último lugar las de bronce.